# Ichthyodes obliquata
Ichthyodes obliquata är en skalbaggsart som beskrevs av Stefan von Breuning 1939. Ichthyodes obliquata ingår i släktet Ichthyodes och familjen långhorningar. Inga underarter finns listade i Catalogue of Life.